# 钱达尔勒家族
钱达尔勒家族（英語：Çandarlı family）是奥斯曼帝国时期的一个显赫的土耳其政治家族，该家族在14世纪和15世纪曾出过五任帝国宰相“大维齐尔”。在当时，它是仅次于奥斯曼王室的第二家族。

## 背景和历史
与欧洲其他的君主国家不同，在奥斯曼帝国除了王室本身，不存在其他的贵族。无论出身高贵还是卑微，只要信仰伊斯兰教，任何人都有同样机会成为帝国的高层官员。然而，像钱达尔勒（以及后来的柯普吕律）之类的家族往往能凭借王室的器重，连续多代位居要职，积累了大量的财富。
该家族的历史可以追溯到安纳托利亚中部的钱达尔村（现名“切恩德勒”，位于土耳其安卡拉省）。在奥斯曼帝国的前身的奥斯曼侯国建立后，该家族定居于伊兹尼克（古称“尼西亚”，位于土耳其布尔萨省）他们在侯国建立初年和之前是阿赫兄弟会的成员，该家族的一个成员在1326年成为比萊吉克的卡迪（法官）。在1365年到1499年间，该家族的五个成员成为大维齐尔。在1365年该家族第一名大维齐尔就任到1453年第四名离任的88年时间里，钱达尔勒家族把持该职位64年，是奥斯曼历史上前所未有的壮举。

## 1453的衰退
1451年登基的苏丹穆罕默德二世并不喜欢他父亲的大维齐尔钱达尔勒·哈利勒帕夏。1453年征服伊斯坦布尔之后，哈利勒以通敌罪被杀，使哈利勒成为第一个被处决的大维齐尔。穆罕默德二世在哈利勒之后任命的四个大维齐尔均出身“德伍希尔迈”，换而言之，他们都不是土耳其人。

## 之后的岁月
虽然在1498年，苏丹巴耶济德二世当政时，小钱达尔勒·易卜拉欣帕夏成为昌达尔勒家族的第五个大维齐尔，但该家族没能从1453年的冲击中完全恢复。在之后的岁月中，该家族的两个成员，伊萨帕夏（逝于1549年）和哈利勒贝伊（逝于1568年）曾为帝国工作，成为奥斯曼官僚系统的一员，但他们没能进入奥斯曼的最高行政机构“朴特”。

## 该家族的大维齐尔列表
| 名字                            | 在任时间  | 当时的苏丹                               |
| ------------------------------- | --------- | ---------------------------------------- |
| 钱达尔勒·卡拉·哈利勒·海雷丁帕夏 | 1364–1387 | 穆拉德一世                               |
| 钱达尔勒·阿里帕夏               | 1387–1406 | 穆拉德一世，巴耶济德一世，（大空位时期） |
| 老钱达尔勒·易卜拉辛帕夏         | 1421–1429 | 穆拉德二世                               |
| 钱达尔勒·哈利勒帕夏             | 1439–1453 | 穆拉德二世，穆罕默德二世                 |
| 小钱达尔勒·易卜拉欣帕夏         | 1498–1499 | 巴耶济德二世                             |